# Wilton Manors
Wilton Manors é uma cidade localizada no estado americano da Flórida, no condado de Broward. Foi incorporada em 1947.

## Geografia
De acordo com o United States Census Bureau, a cidade tem uma área de 5,1 km², onde todos os 5,1 km² estão cobertos por terra.

### Localidades na vizinhança
O diagrama seguinte representa as localidades num raio de 8 km ao redor de Wilton Manors.

## Demografia
Segundo o censo nacional de 2010, a sua população é de 11 632 habitantes e sua densidade populacional é de 2 291,4 hab/km². Possui 7 162 residências, que resulta em uma densidade de 1 410,85 residências/km².